# Lebensläufe nach aufsteigender Linie nebst Beilagen A, B, C
Lebensläufe nach aufsteigender Linie nebst Beilagen A, B, C – powieść (tetralogia) napisana w latach 1778-1781 przez Theodora Gottlieba von Hippela Starszego. 
Powieść ta spełnia wymogi stawiane gatunkowi określanemu jako Bildungsroman ukazując dojrzewanie duchowe głównego protagonisty Alexandra. Novum, nadające utworowi oryginalne rysy, jest umieszczenie zasadniczego nurtu akcji na obrzeżach kulturowych centrów Europy – w Kurlandii i w Prusach Wschodnich oraz nietypowa narracja, odbiegająca od najczęściej stosowanej linearności toku opowiadania. W pozornie dygresyjnych wątkach Hippel zawarł również sumę swych przemyśleń na najróżniejsze tematy, wyjawiając przy tym część poglądów Kanta na pojęcie czasu i przestrzeni, zawartych później w Krytyce czystego rozumu (1781), co ściągnęło na autora Lebensläufe(...) posądzenie o plagiat. Utwór wyróżnia się maestrią językową wysokiej próby oraz specyficznym humorem, cenionym przez Jeana Paula (1763-1825) i Ernesta Hoffmanna.